# Huércal-Overa
Huércal-Overa é um município da Espanha na província de Almería, comunidade autônoma da Andaluzia, de área 318 km² com população de 17645 habitantes (2009) e densidade populacional de 55,49 hab/km².

## Demografia
| Variação demográfica do município entre 1996 e 2008 | Variação demográfica do município entre 1996 e 2008 | Variação demográfica do município entre 1996 e 2008 | Variação demográfica do município entre 1996 e 2008 |
| --------------------------------------------------- | --------------------------------------------------- | --------------------------------------------------- | --------------------------------------------------- |
| 1996                                                | 2001                                                | 2004                                                | 2008                                                |
| 13756                                               | 14293                                               | 15540                                               | 16834                                               |